# Lijst van burgemeesters van Onwaard
Dit is een lijst van burgemeesters van de voormalige Nederlandse gemeente Onwaard tot die gemeente in 1857 samen met Roxenisse opging in de gemeente Melissant.
| Ambtsperiode | Naam burgemeester             | Partij of stroming | Bijzonderheden                                                                                |
| ------------ | ----------------------------- | ------------------ | --------------------------------------------------------------------------------------------- |
| 18?? - 18??  | ?                             |                    |                                                                                               |
| 18?? - 1850  | D. van Weel                   |                    |                                                                                               |
| 1850         | Benjamin Hypolite van de Wall |                    | tevens burgemeester van Dirksland (1837-1850)                                                 |
| 1850 - 1857  | Pieter (P.) Zaaijer           |                    | tevens burgemeester van Dirksland (1850-1883), Melissant (1852-1857) en Roxenisse (1852-1857) |
| 1857         | Leunis (L.) van Es            |                    | tevens burgemeester van Melissant (1857-1877?) en Roxenisse (1857)                            |